# ایرنا شفچیک
ایرنا شِـفچیک (لهستانی: Irena Szewczyk؛ زادهٔ ۵ دسامبر ۱۹۴۷) بازیگر، کارشناس آموزش و پذورش و دانشیار دانشگاه ووچ اهل لهستان است.
از فیلم‌ها یا مجموعه‌های تلویزیونی که وی در آن‌ها نقش داشته‌است، می‌توان به به‌دور از جاده و سرگذشتی با یک ترانه اشاره نمود.